# Tabiella
Tabiella es una casería que pertenece a la parroquia de Valliniello en el concejo de Avilés (Principado de Asturias). Se encuentra a 85 m s. n. m. y está situada a 4,30 km de la capital del concejo, Avilés. 

## Población
En 2020 contaba con una población de 121 habitantes (INE 2020) repartidos en 79 viviendas.